# Piotr Hewelke
Piotr Jan Hewelke (ur. 24 września 1947 w Warszawie) – polski specjalista w zakresie kształtowania środowiska, zarządzania środowiskiem, melioracji rolnych, ochrony gleb i środowiska wodnego, profesor Szkoły Głównej Gospodarstwa Wiejskiego w Warszawie, profesor doktor habilitowany nauk rolniczych.

## Życiorys
Absolwent VI Liceum Ogólnokształcącego im. Tadeusza Reytana w Warszawie (1965) i studiów wyższych na Wydziale Melioracji Wodnych Szkoły Głównej Gospodarstwa Wiejskiego w Warszawie (1970). W 1979 uzyskał stopień naukowy doktora nauk technicznych na podstawie rozprawy Określanie niedoborów opadu przy obliczaniu zapotrzebowania wody do nawodnień użytków zielonych, obronionej na Wydziale Melioracji Wodnych SGGW, a w 1994 habilitował się na Wydziale Melioracji i Inżynierii Środowiska SGGW w zakresie nauk rolniczych na podstawie pracy Podstawy regulowania wilgotności gleby za pomocą nawodnień kroplowych. 23 grudnia 2010 otrzymał tytuł profesora nauk rolniczych.
Początkowo pracownik naukowy Katedry Melioracji Rolnych i Leśnych SGGW. W 1999 powołany na stanowisko profesora nadzwyczajnego w Katedrze Kształtowania Środowiska SGGW, następnie profesor zwyczajny. W kadencjach 2005–2008 i 2008–2012 kierownik Międzywydziałowego Studium Ochrony Środowiska SGGW i członek Senatu SGGW. Członek Sekcji Gospodarowania Wodą i Eksploatacji Systemów Melioracyjnych Komitetu Melioracji i Inżynierii Środowiska PAN. Współautor 10 monografii i podręczników akademickich.